# Protocol de Maputo
El Protocol de la Carta Africana dels Drets Humans i dels Pobles sobre els Drets de les Dones a l'Àfrica, més conegut com a Protocol de Maputo, és un instrument internacional de drets humans establert per la Unió Africana que va entrar en vigor l'any 2005. Garanteix drets de les dones, inclòs el dret a participar en el procés polític, a la igualtat social i política amb els homes, una millor autonomia en les seves decisions sobre salut reproductiva i la fi de la mutilació genital femenina. Va ser adoptat per la Unió Africana a Maputo (Moçambic), l'any 2003 en forma de protocol a la Carta Africana dels Drets Humans i dels Pobles (adoptada el 1981, promulgada el 1986).